# بیکتیشوو
بیکتیشوو (انگلیسی: Biktyshevo) یک شهرک در شهرستان شارانسکی استان باشقیرستان کشور روسیه است.